# Винцензо
 (кореј. 여신강림, енгл. Vincenzo) јужнокорејска је телевизијска серија продукцијске куће tvN, снимана 2021.

## Улоге
| Глумац:       | Улога:                          |
| ------------- | ------------------------------- |
| Сонг Џунг-ки  | Винцензо Касано / Парк Цу-хиунг |
| Цон Јо-бин    | Хонг Ча-јонг                    |
| Ок Текион     | Цанг Цун-у / Цанг Хан-сок       |
| Ким Јо-цин    | Чои Миунг-хи                    |
| Квак Донг-јон | Цанг Хан-со                     |